# Rain (Kim Tae-yeon)
Rain è un singolo della cantante sudcoreana Kim Tae-yeon, pubblicato il 3 febbraio 2016.

## Tracce
1. Rain – 3:42
2. Secret (비밀) – 3:37